# Onthophagus contiguicornis
Onthophagus contiguicornis là một loài bọ cánh cứng trong họ Bọ hung (Scarabaeidae).